# Новоалексеевка (Софиевский район)
Новоалексеевка (укр. Новоолексіївка) — село,
Новоалексеевский сельский совет,
Софиевский район,
Днепропетровская область,
Украина.
Код КОАТУУ — 1225285301. Население по переписи 2001 года составляло 215 человек.
Является административным центром Новоалексеевского сельского совета, в который не входят другие населённые пункты.

## Географическое положение
Село Новоалексеевка находится на левом берегу реки Жёлтенькая,
выше по течению на расстоянии в 1,5 км расположено село Ленина,
ниже по течению на расстоянии в 1,5 км расположено село Червоная Колонна (Апостоловский район).
Через село проходит автомобильная дорога Т-0419.